# Amedeo Rocco Armentano
Amedeo Rocco Armentano, pseudonimo ARA (Scalea, 6 febbraio 1886 – San Paolo del Brasile, 14 settembre 1966), è stato un esoterista italiano.
Armentano è stato, insieme ad Arturo Reghini, uno dei principali artefici della rinascita pagana in Italia.

## Biografia
Nel 1907 conobbe Arturo Reghini e cominciò a lavorare con lui a una riforma della massoneria per darle un connotato più propriamente italico-pitagorico anziché ebraico-cristiano. In quell'anno, infatti, venne iniziato nella Loggia "Lucifero" del Rito Simbolico Italiano (Grande Oriente d'Italia), loggia della quale Reghini era stato uno dei fondatori.
Intorno al 1909-1910 affittò la Torre Talao (che acquisterà qualche anno dopo), prospiciente il mare nelle vicinanze di Scalea, per farne il luogo di ritrovo di una scuola pitagorica (la Schola italica) che riprendesse quella antica.
Negli stessi anni venne istituito il Rito Filosofico Italiano, di cui divennero esponenti lo stesso Armentano (con lo ieronimo di "Ermete Cosentino"), insieme ad Arturo Reghini ed Edoardo Frosini. Il nuovo rito voleva riallacciarsi al Rito Filosofico Scozzese, ritenuto erede e continuatore della tradizione pitagorica britannica. Armentano e Reghini, riscrivendo gli statuti del Rito Filosofico, stabilirono che nel tempio della loggia dovesse tenersi una copia dei Versi Aurei di Pitagora anziché della Bibbia, come invece avveniva e avviene normalmente nelle logge massoniche.
Allo scoppio della Grande Guerra partì volontario per il fronte del Cadore. Inquadrato nel corpo degli Alpini, venne successivamente trasferito a Belluno a causa di un inizio di cardiopatia ed infine presso un'unità di Napoli, lontano dallo scenario bellico. Partirono volontari anche Arturo Reghini ed altri discepoli, come lo scrittore e musicista Giulio Guerrieri, mossi da spirito patriottico; spirito precedentemente palesato in attività, anche pubbliche, di stampo interventista (come la partecipazione di Reghini alla manifestazione romana del maggio 1915).
Nel 1919 il Rito Filosofico è “sospeso” e nei primi mesi dell’anno Armentano conclude le trattative per una cooptazione del gruppo suo e di Reghini nel Rito scozzese antico ed accettato di Saverio Fera. Entrerà a far parte del suo Supremo Consiglio d'Italia (Piazza del Gesù) col 33º grado.
Il 18 dicembre 1923 costituì con Reghini e altri il "Sodalizio Pitagorico", che riprendeva lo spirito della Schola Italica di dieci anni prima.
Armentano si imbarcò a Napoli alla volta del Brasile con tutta la famiglia, il 3 maggio 1924, e non farà più ritorno in patria. Mantenne rapporti epistolari con i suoi discepoli e collaboratori, tra cui  Giulio Parise e Manlio Magnani.
È opinione diffusa negli ambienti pagani, esoterici e massonici che Armentano avesse una personalità carismatica, dotata persino di poteri psichici e si racconta che, dopo la sua partenza per il Brasile, i suoi discepoli continuassero ad avere una profonda venerazione per il loro Maestro. Negli stessi ambienti si ritiene tuttora che Armentano fosse l'ultimo esponente di una catena iniziatica pagana pitagorica che dall'antichità sarebbe giunta sino al tempo attuale.

## Opere
- Massime di scienza iniziatica. Ancona, Associazione culturale Ignis, 2004.